# Copa CECAFA 2014
La Copa CECAFA 2014 fue la 37ª edición de este torneo de fútbol a nivel de selecciones nacionales organizado por la CECAFA y que iba a contar con la participación de 12 selecciones nacionales de África Central, África del Sur y África Oriental.

## Cancelación
El torneo se iba a celebrar en Etiopía del 24 de noviembre al 9 de diciembre del 2014, pero Etiopía abandonó la idea de organizar el torneo en octubre por Problemas Nacionales e Internacionales.
De acuerdo con el Secretario General de la CECAFA Nicholas Musonye, se anunció que Sudán organizaría el torneo en lugar de Etiopía.
Luego de que ninguno de los 12 miembros de la CECAFA mostró interés en participar del torneo, el 27 de noviembre del 2014 la CECAFA anunció la cancelación del torneo, por lo que la siguiente edición del torneo se realizará en Ruanda en el 2015.